# Джазоян, Ашот Егишеевич
Ашо́т Егише́евич Джазоя́н (арм. Աշոտ Եղիշի Ջազոյան, род. 11 февраля 1954, Ереван) — советский, армянский и российский журналист, режиссёр, продюсер и сценарист документального кино.

## Биография
В 1977 году окончил экономический факультет Ереванского государственного университета, работал ассистентом кафедры политэкономии. В 1980—1983 годах избирался председателем Совета молодых учёных и специалистов Ереванского университета, секретарём Мясникянского райкома комсомола города Еревана.
В 1986—1990 годах заведовал сектором искусств отдела культуры ЦК КП Армении, одновременно являлся заместителем директора Информационного агентства «АрменПресс» (Ереван). В 1991—1996 годах — собственный корреспондент «АрменПресс» по России, заведующий московским корпунктом телевидения Армении.
С 1996 года — секретарь, а с 1998 года — генеральный секретарь Международной конфедерации журналистских союзов. С 1998 года руководит международным курсом на факультете журналистики. С 2002 года — соучредитель и сопредседатель правления Международной академии телевидения и радио. 22 апреля 2008 года избран секретарём Союза журналистов России
С 2008 по 2010 год — заместитель декана факультета Высшей школы телевидения при МГУ им. М. В. Ломоносова.
Председатель медиаконгресса «Содружество журналистов».
За поддержку аннексии Крыма Россией Ашоту Джазояну закрыт въезд на Украину.

### Семья
Женат, имеет сына и дочь. 

## Творчество
В 1983—1985 годах — сценарист ряда новогодних программ и передач на телевидении и радио Армении. Является режиссёром, продюсером, сценаристом, участвует в создании и художественных фильмов. Фильмы Ашота Джазояна отмечены призами международных фестивалей и конкурсов[каких?].
В 2021 году документальный фильм Ашота Джазояна «Приглянувшиеся» был представлен в номинации «Копродукция» XXIХ Фестиваля российского кино «Окно в Европу». Работа над фильмом проходила в рамках международного мультимедийного проекта «Открывая Россию», участие в котором приняли тележурналисты, фотографы и блогеры из десяти стран. Две недели интернациональная команда собирала истории о людях, живущих и работающих в Ленинградской области, которые им показались интересными. Фильм получил высокую оценку зрителей и губернатора Ленинградской области Александра Дрозденко.

### Фильмография
- 1992 — Ереван приглашает гостей — сценарист, режиссёр
- 1994 — Одна на миллион — сценарист, режиссёр
- 2006 — 36 воинов
- 2008 — Россия сегодня
- 2010 — Художник
- 2011 — Дмитрий Сироткин. Заочная исповедь
- 2012 — Код Орбели (документальный) — сценарист, режиссёр
- 2012 — Россия. Позитив.
- 2012 — Счастливый завод
- 2012 — Лучшая земля у моря
- 2013 — Мы строим Москву
- 2013 — Имена на карте (цикл, состоящий из 7 док. фильмов: «Имена на карте: Семён Дежнёв», «Имена на карте: Фердинанд Врангель», «Имена на карте: Ян Нагурский», «Имена на карте: Александр Колчак», «Имена на карте: Борис Вилькицкий», «Имена на карте: Дмитрий и Харитон Лаптевы», «Имена на карте: Владимир Визе»)
- 2014 — Граф Лорис-Меликов: верой и правдой
- 2015 — Эрмитаж с любовью
- 2015 — Армянские эскизы
- 2016 — Нашмаркт
- 2016 — Стражники свободы
- 2016 — Я живу на Алтае
- 2016 — Счастье быть строителем
- 2017 — Верую
- 2017 — Ах! Эрмитаж
- 2017 — Я — Айвазовский, родом из Крыма
- 2018 — В оперу без паспорта
- 2018 — Крымчане
- 2019 — Интересные люди — хабаровчане
- 2021 — Приглянувшиеся

## Награды
- Медаль ордена «За заслуги перед Отечеством» II степени (20 января 2015 года) — за большие заслуги в развитии отечественной культуры и искусства, телерадиовещания и многолетнюю плодотворную деятельность[3]
- Медаль Мовсеса Хоренаци (17 сентября 2016 года, Армения) — по случаю 25-летия Независимости Республики Армения, за вклад в сферу культуры[4]
- Орден «Серебряный Крест» Союза армян России — за активную общественную деятельность по сплочению армян, активную работу по информационному обеспечению и большой вклад в рост авторитета «Союза армян России» и развитие дружественных отношений между общественностью России и Армении[5]